# コンバイ
コンバイ（英：Combai）は、インドのラムナット地区原産の犬種のひとつである。熊や鹿の狩猟目的で使われていた、インドの狩猟犬である。

## 歴史
生い立ちなどはよくわかっていないが、同じくインドに根付いている地犬のひとつであるシェンコッタ・ドッグとは親戚関係にあるといわれている。
主に地主階級の人によって猟犬として使われている。狩る獲物に制限はなく、大きいものから小さいものまでさまざまな動物を狩ることができる。嗅覚と視覚の両方を駆使して獲物を追跡、発見し、追いかけて自ら仕留める。
現在は原産地だけでなく、その周辺地域でも飼育が行われるようになってきている。しかし、そのほかの地域ではあまり飼育されておらず、インド国外ではまず見かけることができない。

## 特徴
パリアタイプとスピッツタイプの中間の姿をした犬種である。筋肉質の引き締まった体つきをしていて、力強く俊足で運動能力に優れている。マズルの長さは普通で、先がとがっている。耳は立ち耳で、尾は背中のほうへ湾曲している鎌尾。コートはショートコートで、毛色はレッドブラウンなど。中型犬サイズで、性格は忠実で勇敢だが、主人家族に対しては優しい。獲物に対してはまったく容赦をしないが、猟か終わって帰宅したり家庭犬として飼われている際には温和で、子供や他の犬に対しても寛容であるとされる。ただし、獲物を連想させるような小型獣に対しては本能の引鉄を引かれるため、見境がなくなる。運動量は多めである。